# Philippe Jolicoeur
Phil (Philippe) Jolicoeur es un músico canadiense de punk rock, nació en Montreal (Canadá) en 1979, y desde 1995 es guitarrista, y posteriormente vocalista de Reset y el único miembro original.
Tiene talento combinando rápidos ritmos de guitarra con voces melódicas. Phil empezó a tocar con la edad de once años practicando canciones compuestas por Dave Mustaine (Megadeth), Mille Petrozza (Kreator), Chuck Schuldiner (Death), Joe Satriani, Steve Vai, y muchos más.... Phil también es un gran fan de Pennywise.
En 2003 fundó e incorporó su propio sello discográfico Indy Rekordz Inc. con el que realizó, ese mismo año, el tercer álbum de Reset, Radioactive.
Aparte de trabajar con Reset, Phil colabora con una banda de Thrash metal llamada D.N.A. en la que toca la guitarra rítmica. Y además, en 2006 realizó un álbum en solitario llamado Speechless, con canciones acústicas muy melódicas.
Aunque se dedica en gran parte a la música, Phil trabaja enseñando kinesiología en College Ahuntsic (Montreal).
- Datos: Q9059090